# Deuteronomium – Der Tag des jüngsten Gerichts
Deuteronomium – Der Tag des jüngsten Gerichts ist ein Schweizer Independent-Splatterfilm von Roger Grolimund. Er erschien 2003 und erlangte vor allem durch die Spezialeffekte von Olaf Ittenbach Bekanntheit.

## Handlung
Michael Luhser, der Name spricht für sich, ist ein Verlierer, der im Leben nur wenig geschenkt bekommt. Auf der Arbeit bekommt er keine Anerkennung und auch sein Privatleben ist trist. Plötzlich bekommt er jedoch Besuch von einem Engel und sein Leben ändert sich schlagartig. Der Engel in Gestalt einer Frau befiehlt ihm, Menschen zu bestrafen, die gegen die zehn Gebote aus dem Buch Deuteronomium verstossen haben. Sein Leben bekommt nun einen Sinn und er beginnt mit einem Rachefeldzug.
Zuerst richtet er einen Taschendieb hin, danach folgt sein habgieriger Chef. Seine Taten bleiben nicht unbemerkt, der örtliche Polizeiinspektor ist ihm auf dem Fersen. Trotzdem kann er weiter richten. Zwischen seinen Taten wird er von dem Engel, den er sich vermutlich nur einbildet, ermuntert weiter zu richten. Ein Freier und eine Prostituierte sind seine nächsten Opfer. Am Ende tötet er den Chemiker Dr. West (eine Anspielung auf den Film Re-Animator), der Experimente an seinem eigenen Schosshund durchgeführt hat.
Am Ende kommt ihm der Inspektor auf die Schliche. Als er Michael stellt, lässt der Engel ihn endgültig fallen. Michael wendet seine Schrotflinte gegen sich selbst und tötet sich durch einen Kopfschuss.

## Hintergrund
Der weltweite Vertrieb erfolgte 2003 per DVD über die Independent-Filmfirma Swiss Independent Films. Für die relativ blutigen Spezialeffekte zeichnet der deutsche Filmemacher Olaf Ittenbach verantwortlich.

## Rezeption
Dennis Pelzer vom Horror- und Splatter-Fanzine Gory News bezeichnete den Film als überdurchschnittlich und hob vor allem die „meist sehr harten und zahlreichen F/X“ von Olaf Ittenbach hervor. Auch sei das die technische Inszenierung gelungen. Als negative Punkte führte er die eigentliche Geschichte und das nicht sehr facettenreiche Drehbuch an.